# Partizanin
Partizanin (Bulgaars: Партизанин) is een dorp in de Bulgarije. Het dorp ligt in de gemeente Bratja Daskalovi, oblast Stara Zagora. Het dorp ligt ongeveer 36 km ten zuidwesten van Stara Zagora en 165 km ten zuidoosten van Sofia.

## Bevolking
Op 31 december 2020 telde het dorp Partizanin 529 inwoners.
| Bevolkingsontwikkeling tussen 1934 en 2020          |
| --------------------------------------------------- |
|                                                     |
| Bron: Nationaal Statistisch Instituut van Bulgarije |

In het dorp wonen grotendeels etnische Bulgaren. In de optionele volkstelling van 2011 identificeerden 367 van de 440 respondenten zichzelf als etnische Bulgaren, oftewel 55,2% van de bevolking. De rest van de bevolking bestond vooral uit etnische Turken (65 personen, oftewel 14,8%) en etnische Roma (4 personen, oftewel 0,9%).
| Etnische samenstelling van de respondenten (2011) | Etnische samenstelling van de respondenten (2011) | Etnische samenstelling van de respondenten (2011) | Etnische samenstelling van de respondenten (2011) | Etnische samenstelling van de respondenten (2011) |
| ------------------------------------------------- | ------------------------------------------------- | ------------------------------------------------- | ------------------------------------------------- | ------------------------------------------------- |
|                                                   |                                                   |                                                   |                                                   |                                                   |
| Bulgaren                                          | Bulgaren                                          |                                                   | 83,4%                                             | 83,4%                                             |
| Turken                                            | Turken                                            |                                                   | 14,8%                                             | 14,8%                                             |
| Roma                                              | Roma                                              |                                                   | 0,9%                                              | 0,9%                                              |
| Anders/Onbekend                                   | Anders/Onbekend                                   |                                                   | 0,9%                                              | 0,9%                                              |